# Mór teknős
A mór teknős (Testudo graeca) a hüllők (Reptilia) osztályának teknősök (Testudines) rendjébe, ezen belül a szárazföldi teknősfélék (Testudinidae) családjába tartozó faj.
Közepes termetű, mediterrán és eurázsiai elterjedésű teknős faj. Habár elterjedési területe Ázsiában nagyobb, hat alfaja közül kettő Európában is él. A mór teknős kis vagy közepes termetű növényevő szárazföldi teknős.

## Előfordulása
Európában, a Pireneusi-félsziget déli részén, Szicília tengerpartján, Olaszország déli részén, a Fekete-tenger partján és a Balkán keleti részén, ezen kívül Észak-Afrikában és Ázsia délnyugati területein honos. Elterjedési területének nagy része Ázsiában található. Szárazföldi életmódot folytat, száraz, ritkás erdők és homokos területek lakója. Szabadon élő állományai közül több veszélyeztetett.

## Alfajai
- Testudo graeca ibera - Észak-Afrika, Dél-Spanyolország, Szardínia • "Mór teknős"
- Testudo graeca graeca, Törökország, Görögország, Macedónia, Bulgária, Románia • "Eurázsiai teknős"
- Testudo graeca anamurensis, Törökország • "Anamur teknős"
- Testudo graeca terrestris - Dél-Izrael • "Levantinei teknős"
- Testudo graeca armenica - Örményország • "Örmény teknős"
- Testudo graeca nikolskii - Kaukázus • "Kaukázusi teknős"
- Testudo graeca buxtoni - Kaszpi-tenger • "Kaszpi teknős"
- Testudo graeca pallasi - Dagesztán • "Dagesztáni teknős"
- Testudo graeca marokkensis - Marokkó
- Testudo graeca lamberti - Marokkó
- Testudo graeca soussensis - Marokkó
- Testudo graeca nabeulensis - Tunézia • "Tunéziai teknős"
- Testudo graeca floweri - Levantei
- Testudo graeca antakyensis
- Testudo graeca flavominimaralis - Líbia • "Líbiai teknős"

## Megjelenése
A mór teknőst erőteljes, hátrafelé enyhén kiszélesedő, magasan ívelt csontpáncél védi, melyet kívülről szarulemezek borítanak. A páncél tulajdonképpen a hátgerinc, a medencecsontok, a bordák és a mellcsont összenövéséből keletkezett. A teknősök az egyetlen olyan állatcsoport, amelynek lapockái a mellkasban helyezkednek el. A szarulemezek barnás-feketés foltokkal tarkítottak, sárgás színűek. A színezet és a rajzolat egyedi, és alfajok szerint jobban, vagy kevésbé kifejezett. A tojásból frissen kikelt állatok rajzolata élénk, viszont egyes afrikai alfajoké majdnem egyszínű világosbarna. Az idősebb egyedeknél a rajzolat összemosódik. A lágy részek színe is éghajtattól függően változik a világosbarna és a fekete között. Néhány alfaj egyedei jellegzetes sárga foltot viselnek fejükön. Haspáncélja elöl erősen megvastagodott, hátul egy alig mozgatható csuklópánttal. Veszély esetén az állat fejét és végtagjait behúzza páncélba, közben sziszegő hangot hallat. Fejét puha szarupajzsok borítják. Hossza kifejlett korában elérheti a 35 cm-t, testsúlya az 5 kg-ot is meghaladhatja (Beshkov 1997). Délnyugat-Spanyolországban a hímek testhossza 11,2 cm, a nőstényeké 12,6 cm (Pérez 1998). Állkapcsában nincsenek fogak. Végtagjai jellegzetes dongalábak, amelyeken nem találunk elkülönült ujjakat, csak kapaszkodásra, ásásra alkalmas karmokat. Farka viszonylag rövid s a fölötte levő szegélylemez osztatlan. A combok külső felszíne és a farok között jellegzetes kúp alakú szarupikkelyek képződnek. A két nem között az a különbség, hogy a hím mellvértje homorú s a hátpáncél farok feletti lemeze erősen lefelé hajlik.

### Összehasonlítás más fajokkal
A mór teknős külsőleg nagyon hasonlít a görög teknőshöz, a két faj közötti különbséget az alábbi táblázat szemlélteti.
| Mór teknős                                    | Görög teknős                                          |
| --------------------------------------------- | ----------------------------------------------------- |
| nagy, szimmetrikus, intenzív minta a fejtetőn | csak halvány rajzolat                                 |
| erőteljes pikkelysor a mellső lábéleken       | a láb többi pikkelyéhez hasonló, kicsivel nagyobbak   |
| osztatlan farokfeletti pajzs                  | majdnem mindig osztott                                |
| szarukúpok hátsó combokon                     | nincsenek szarukúpok                                  |
| farok pikkelyben végződik                     | farok nagy, szarukaromban zárul                       |
| foltok a gerinc- és oldalpajzsokon            | elkülönülő foltok csak a gerinc lemezen               |
| négyzet alakú folt a haspáncél közepén        | két hosszanti sötét folt a haspáncél teljes felületén |
| páncél nyújtott                               | ovális                                                |
| szélesen feszülő gerinc lemezek               | kisebb gerinc lemezek                                 |
| mozgatható, osztott haslemez                  | fix haslemez                                          |

A szegélyes teknőstől megkülönbözteti kerek páncélja és a hiányzó háromszög alakú plastronfolt. Az egyiptomi teknős kisebb, világosabb, mint a görög teknős, és rajta is jól látható a plastronfolt. A kirgiz teknős mellső lábain öt helyett csak négy karom található.

### Nemi különbségek
A mór teknősnél erős az ivari kétalakúság. A másodlagos nemi jellegek négy-hat év alatt alakulnak ki. A nemrég kikelt fiatalok neme nem dönthető el ránézésre.
A kifejlett hímek farka hosszabb, farokgyöke vastagabb, mint a nőstényeké. Ez a farok rejti a péniszt, ami csak párzáskor bújik elő. A hímek farkukat oldalra hajtva a páncél alá rejtik, míg a nőstények kinyújtva hordják farkukat. A nőstények kloákája a testhez közelebb nyílik. A hímek haspáncélja befelé ívelt, konkáv. A faroklemez erősen befelé hajlik. A nőstények rendszerint nagyobbak és nehezebbek, ami elrejti a különbségek egy részét.

## Színváltozatai

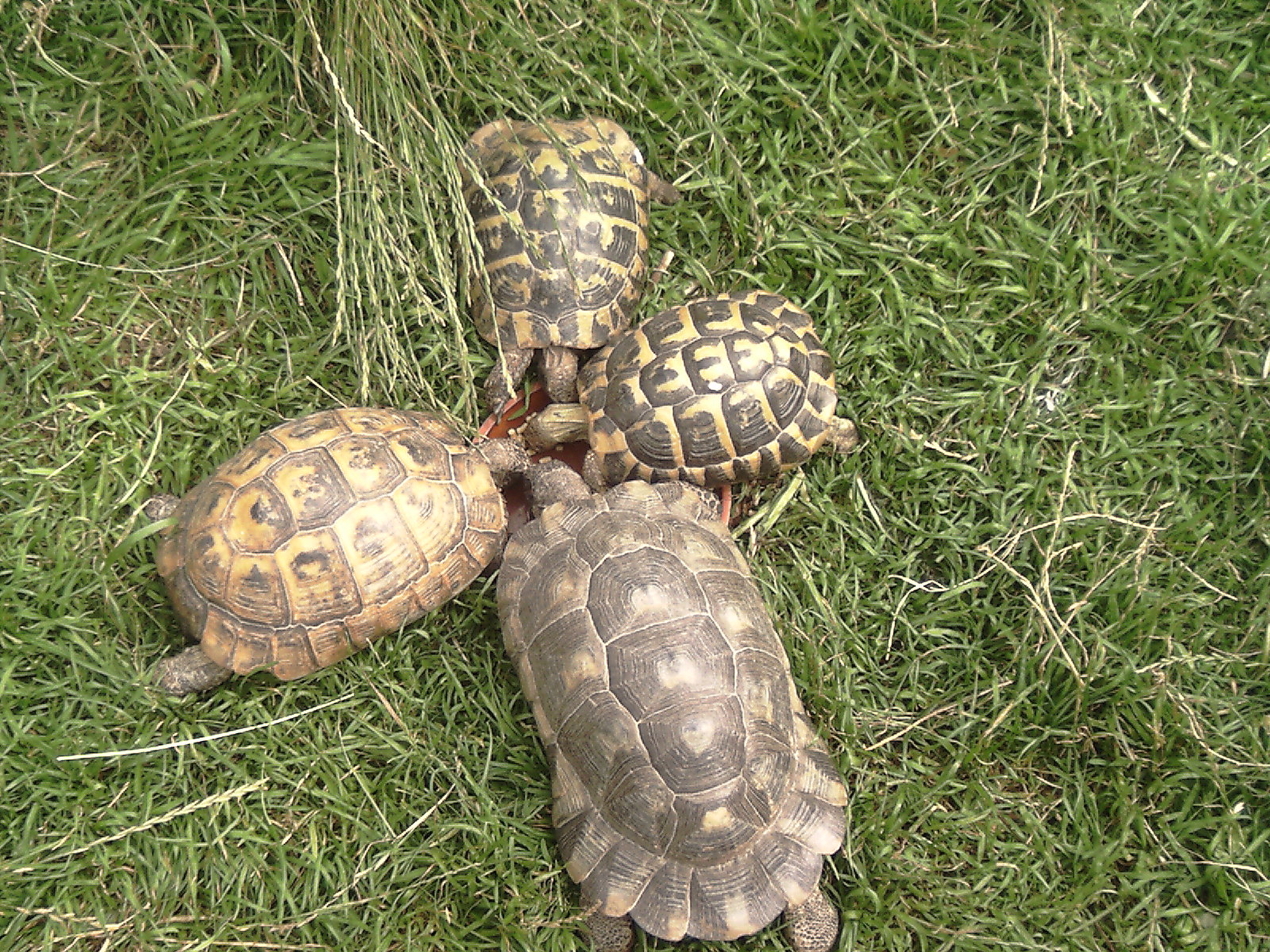
Különböző fajok:
Testudo graeca (balra)
és más teknősfajok

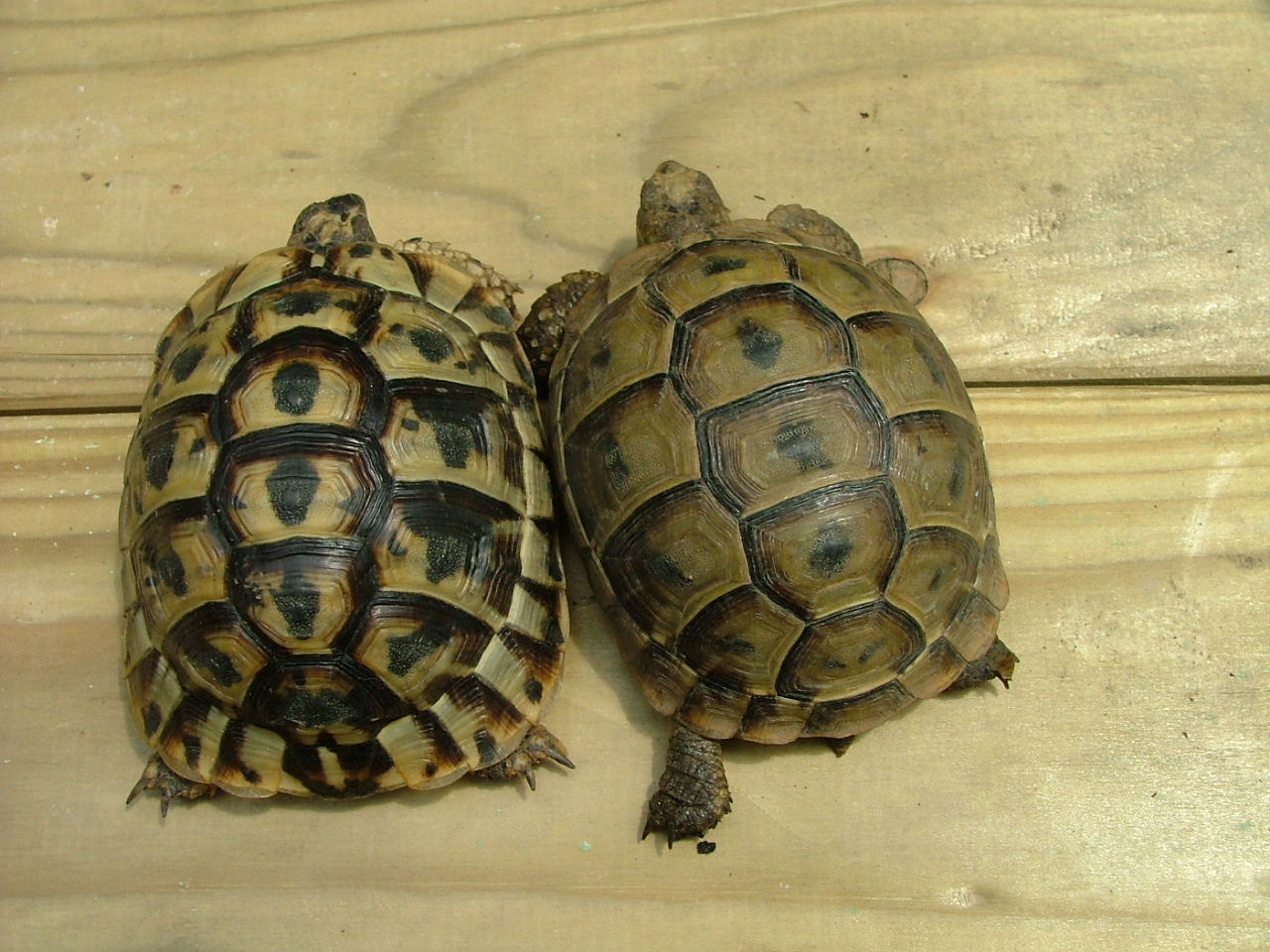
Különböző alfajok:
T. g. nabeulensis (li.)
T. g. ibera

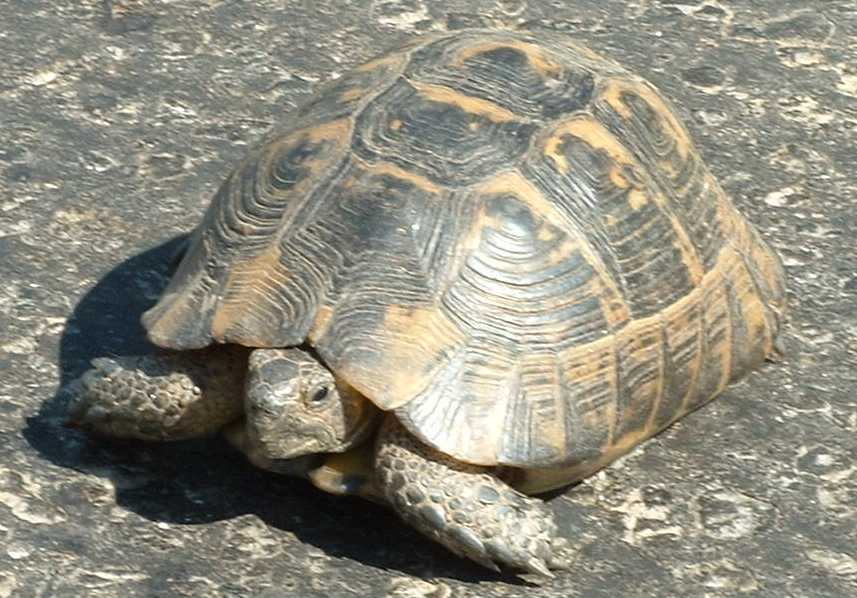
Testudo g. ibera
Herakleia, Törökország

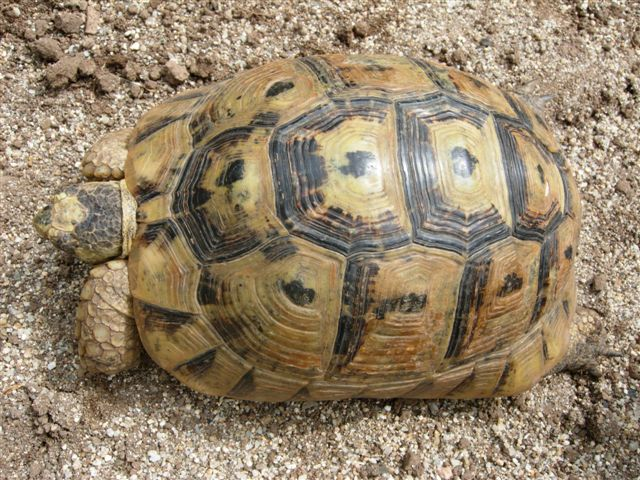
T. g. nabeulensis
var. „Sarda“, Szardínia

A különböző alfajoknak különböző mintázatuk is van, a halvány homokszíntől a sötét feketéig változhat a színezetük.
Sokáig csak kevés alfajt ismertek annak ellenére, hogy három kontinensen is elterjedt. Egy ideje azonban sorra fedeznek fel újabb és újabb változatokat, és egyre gyakrabban derül ki, hogy egy-egy alfaj igazából már külön faj, sőt, külön nem. Két új vizsgálat szerint a mór teknősnek 10 alfaja különböztethető meg.

### Keleti alfajai
- Örmény mór teknős, Testudo graeca armeniaca, Chkhikvadze, Bakradze 1991

Ez az alfaj felismerhető a Testudo horsfieldiihez hasonlóan alacsony páncéljáról sötét színezetéről és alig látható mintázatáról. Mérete legfeljebb 20–23 cm. Genetikai kutatások szerint azonosítható a külön alfajként leírt Testudo graeca pallasival.
Elterjedése: a Kaszpi-tenger keleti partja, Törökország, és Örményországban a Közép-Kaukázus.
- Kaszpi mór teknős, Testudo graeca buxtoni, Boulenger 1921

Az alfajt betagozták a Testudo persesbe.
Elterjedése: Északnyugat- és Közép-Irán, Kelet-Kaukázus
- Eurázsiai mór teknős, Testudo graeca ibera, Pallas 1814

A legnagyobb alfaj, egyedei akár 30 cm-re is megnőnek. Páncélja laposabb, mint a többi alfajé, és kerek vagy ovális alakú. Alapszíne fiatalon olajbarna, feltűnő fekete rajzolattal. Az öregedéssel együtt sötétednek, különösen a lágy részeken. Ide sorolják ma a korábban önállónak tartott Testudo ibera racovitzai és a Testudo graeca nikolskii alfajokat.
Élőhelye: Művelt területek, nyílt füves és bokros területek, erdőszélek, homokpartok. sztyeppék és félsivatagok.
Elterjedése: Délkelet-Európa, Kis-Ázsia nyugati része, orosz és grúz tengerpartok, Közép-Kaukázus.
A név eredete: az ibera alfajnév nem az Ibériai-félszigetet jelöli, hanem a grúziai Kura-völgy ókori neve.
- Levantei mór teknős, Testudo graeca terrestris Forskål 1775

Színezetük túlnyomóan világos, néhol kifejezetten sárga. A sötét foltok kicsik, többnyire barnák, ritkán feketék. Hátuk kifejezetten magas. Fejükön jellegzetes sárga folt látható. Maximális méretként a 16 cm-t adják meg. Ide tagolták be a következőket: Testudo ibera var. bicaudalis, Testudo floweri, Testudo graeca anamurensis és a Testudo antakyensis.
Élőhelye: Gyengén fákkal és bokrokkal benőtt sztyeppék, bokros vidékek, száraz erdők.
Elterjedése: Dél- és Kelet-Ázsia, Levante
- Perzsa mór teknős, Testudo graeca zarudnyi, Nikolsky 1896

Emlékeztet a Testudo marginatára hosszúkás páncéljával, annak fogazott szélével és kiszélesedő hátsó peremével. Színezete olajbarna vagy barna, a fiatalon kifejezett mintázat az öregedés során összemosódik. Nagy alfaj, páncéljának hossza 20 cm.
Élőhelye: Sziklás dombok és síkságok, hegységek 2500 méteres magasságig
Elterjedése: Kelet-Irán
A név eredete: az alfajnevet Nikolai Alexejewitsch Sarudny után kapta.

### Nyugati alfajai

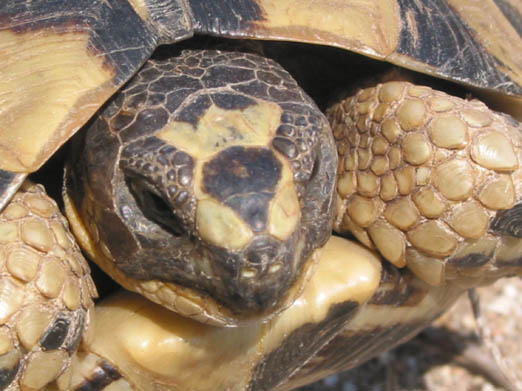
Faji ismertetőjel:
a plastron elülső részének megvastagodott lemezei
Alfaji ismertetőjel::
sárga rajzolat a fejen (T. g. g., Szardínia)

- Cyrenaika mór teknős, Testudo graeca cyrenaica, Pieh and Perälä 2002

Mellső lábai rövidek, karmai gyengék. Páncélján jól láthatók az egyes lemezek, elülső nyílása kicsi, hátul a széle magasra gyűrt.A hímeken a farok feletti lemez erősebben hajlik befelé, mint a névadó alaknál.
Elterjedése: Líbia
A név eredete: Cyrenaika régió Északnyugat-Líbiában
- Marokkói mór teknős, Testudo graeca marokkensis, Pieh und Perälä 2002

Hátpéncélja viszonylag lapos, alapszínezete okkersárga-sárga. Mintázata sötét, finom vonalakból, vonásokból, foltokból áll, a lemezek szegélye szaggatott, közepükön nagy folt látható. A haspáncél mintázata hasonló, csak halványabb. A fej és a lábak sötétek, sárga foltokkal. A genetikai kutatások szerint a Testudo lamberti is ehhez az alfajhoz sorolandó.
Élőhelye: száraz sztyeppék
A név eredete: főként Marokkóban él
- Közönséges mór teknős, Testudo graeca graeca, Linnaeus 1758

Mintázata szolid rajzelemekből áll sárga alapon. A gerincpajzsok szegélye sötét, közepükön kifejezett fekete folt látható. Ide tagozták be a Testudo graeca whiteit a genetikai kutatások eredményeként.
Elterjedése: Algéria, Kelet-Marokkó, Spanyolország (ide feltehetően betelepítve)
- Sousstal mór teknős, Testudo graeca soussensis, Pieh 2001

A hátpáncél alapszíne okkersárga, kevés, vékony, fonalszerű rajzolattal; a plastronról a rajzolat hiányzik. A lágy részek barnásak vagy homokszínűek, részben sárgásak vagy narancssárgásak, fejükön világos, de kontrasztban szegény folt található. A legnagyobb marokkói szárazföldi teknős, páncélja 25 cm hosszú is lehet. Sarkantyúja gyakran hiányzik, különösen azoknál, amelyek magában Sousstalban élnek. 
Élőhelye: Művelt földek, különösen a tüskés bokrokat kedveli, amelyek védelmet és rejtekhelyet biztosítanak
Elterjedés: Dél-Marokkó
A név eredete: a Dél-Marokkóban található Sousstalról nevezték el
- Tuniszi mór teknős, Testudo graeca nabeulensis, Highfield 1990

Sárga alapszínén élénk, feltűnő fekete mintázatot visel. A lágy részek és a karmok homokszínűek vagy sárgák, sokszor fekete csúcsokkal. A legkisebb alfaj; nőstényeinek átlagos páncélhosszúsága 13 cm, súlya 600 g. A hímek páncélhossza 12 cm, testsúlya 375 g.
Elterjedése: Tunisz, Kelet-Algéria, Szardínia, Szicília (valószínűleg behurcolták)

## Életmódja

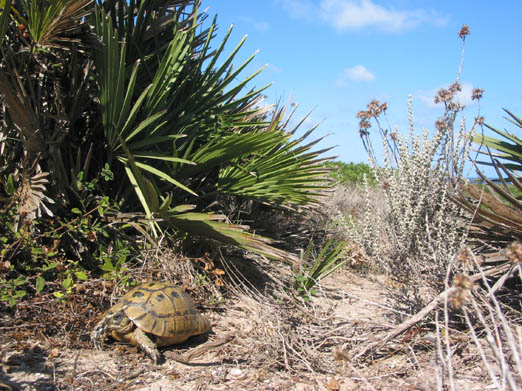
Dűnevidék Szardíniában

Kizárólag nappal aktív, mivel emésztésükhöz a Nap melegére is szükség van. Hidegvérű állatok lévén ugyanis nem tudnak állandó testhőmérsékletet fenntartani. A megfelelő testhőmérsékletet az árnyékos és a napos területekre vándorlással tudják fenntartani. Hőmérséklete 22 - 37 °C között ingadozik. A megfelelő emésztéshez 30 °C fölötti testhőmérsékletre van szükségük, ám ezt egy reggeli napfürdővel már akkor elérhetik, amikor a levegő még nem melegedett fel. A hidegebb évszakban csak késő délelőtt jelennek meg, napoznak, majd újra eltűnnek. A 40 °C-ot meghaladó testhőmérséklet életveszélyes számukra. Ekkor beássák magukat a földbe, sziklahasadékokba bújnak, vagy más állatok üregeit keresik fel. Így a nyári hónapokban csak reggel és késő délután tevékenykednek. Ha a nyár különösen forró, akkor nyári álmot alszik. 8 °C alatt anyagcseréje lelassul, a lélegzés és a szívverés is megritkul. Egyes vidékeken hónapokra hibernálódik, és szeptembertől márciusig a föld alatt pihen.
Mindezek miatt keveset tudunk az egyes alfajok életmódjáról, csak egy kisebb spanyol populációt figyeltek meg érdemben. Az alábbiak csak a közönséges mór teknősre vonatkoznak a dél-spanyol Coto de Doñana nemzeti parkban.
Az európai alfaja (T.G.Ibera) október végétől márciusig téli álmot alszik. A többi, észak afrikai és közel keleti társuk is elvonul 2-3 hónapra pihenni, de ők nem hibernálódnak.

### Elterjedése és élőhelye
Elterjedési területe hatalmas, de széttöredezett. 27 ország területén van jelen, Nyugat-Marokkó atlantiszi partjaitól Irán keleti részééig. Kelet-nyugati irányban 6000 kilométert, észak-déli irányban 1600 kilométert ölel át. A faj különböző éghajlatú vidékeken fordul elő, a viszonylag kiegyensúlyozott mediterrán és a kemény fagyos telű, forró nyarú kontinentális sztyeppéken is megél. Ahol behurcoltként megtelepedett, ott is nagyon változatosak a körülmények: mocsarak, füves és dombos vidékek, ligetek, homokos dűnék, száraz sztyeppék. Az IUCN besorolás szerint veszélyeztetett.

### Táplálkozása
Általában növényevő, de az állati eredetű táplálékot is megeszi. Növények tekintetében nem válogat, egynyáriak és évelők, és családok egész sora szerepel az étlapján. A Doñanaban 26 növénycsalád 86 faj fogyasztását figyelték meg, legtöbbször perjeféléket (Gramineae), őszirózsaféléket (Asteraceae), pillangósvirágúaket (Leguminosae), boglárkaféléket, és szegfűféléket (Caryophyllaceae) evett. Vannak kedvencei, megfelelő táplálékkínálat esetén bizonyos fajokat választ. Dagesztánban 62 állat gyomortartalmában 97 százalék pillangósvirágút találtak. Ide tartozik a lednek és a lóhere. Többnyire a tápanyagban gazdag növényi részeket fogyasztja, bimbókat, virágokat, terméseket magokkal. Ha kevés a táplálék, akkor a száraz, kevés tápanyagot tartalmazó növényi részeket és növényeket, akár mérgező növényeket is megeszi. A gerinctelenek (rovarok, csigák) maradványai és más állatok ürüléke különösen ebben az időszakban mutatható ki. A kifejlett nőstények általában több állatot fogyasztanak, mint a hímek és a fiatalok.

## Szaporodása
Az ivarsejtek termelése és érése már az előző év augusztusában megkezdődik. Közvetlenül a téli álom után megkezdődik az udvarlás. A hímek nagy buzgalommal üldözik, majd kerülgetik a nőstényeket, harapdálják a lábaikat, bökdösik őket, végül felkúsznak a hátukra. Párosodás közben lökésszerűen üríti ki a hímivarsejteket, közben kinyílik a szája, kimutatja piros, húsos nyelvét, és csipogó hangokat ad ki. Miután a hím a hátára mászott, a nőstény egy helyben marad, mellső lábával a földbe kapaszkodik, és ingázik abban az ütemben, ahogy a hím csipog. Egy párzás több fészekalj lerakásához elég.
Területtől függően április és június között a nőstény mintegy 10 centiméteres gödröt ás a laza talajba, és ebbe rakja 2-7, néha 8 kemény héjú tojását. Ebben az időszakban akár három fészekaljat is rakhat. További gondozást nem végez; a tojásokat a Nap melege költi ki; az utódok kifejlődéséhez 60-100 napra van szükség. A kicsik a kikelés után néhány napig még az üregben maradnak. Az első kicsik a Kaukázusban július végén, Délnyugat-Spanyolországban augusztus közepén jelennek meg. Sejtések szerint az utolsónak kikelt kicsik a fészekben telelnek át (Inozemtsev 1994). Kikeléskori hosszuk 2-3 centiméter.
A fészek középhőmérsékletének Spanyolországban 28 °C-ot szoktak megadni, ami szélsőséges esetben 10 és 48 °C között változhat. A napi hőingadozás átlagban 13 °C (Díaz-Paniagua 2006). A kicsik nemét a fészek hőmérséklete dönti el. Kísérleti körülmények között 30 °C alatt főként hímek, 31 °C fölött főként nőstények keltek ki.

## A művészetben

A teknőstenyésztő festményen öt mór teknős látható

A török Osman Hamdi Bey 1906-ban festett műve, A teknőstenyésztő híres Törökországban. Ma az isztambuli Pera Múzeumban tekinthető meg.

## Érdekességek
- A leghosszabb életű ismert mór teknős Timothy, egy nőstény a T. g. ibera alfajból, becslések szerint 160 évet élt meg. Ebből 40 évet töltött különböző hajókon, mint kabalafigura. Ott volt a HMS Queen fedélzetén Szevasztopol ostrománál a krími háborúban. Később a Powderham kastélyban élt Exeter közelében.[6]
- A talán legismertebb mór teknős a Genfi Természettudományi Múzeumban él: Janus, a kétfejű teknős, aki 1997 szeptember 3-án kelt ki a tojásból. Ianus ókori római istenről nevezték el.[7]

## Képek

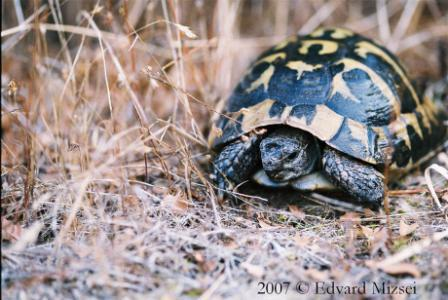
Görög teknős
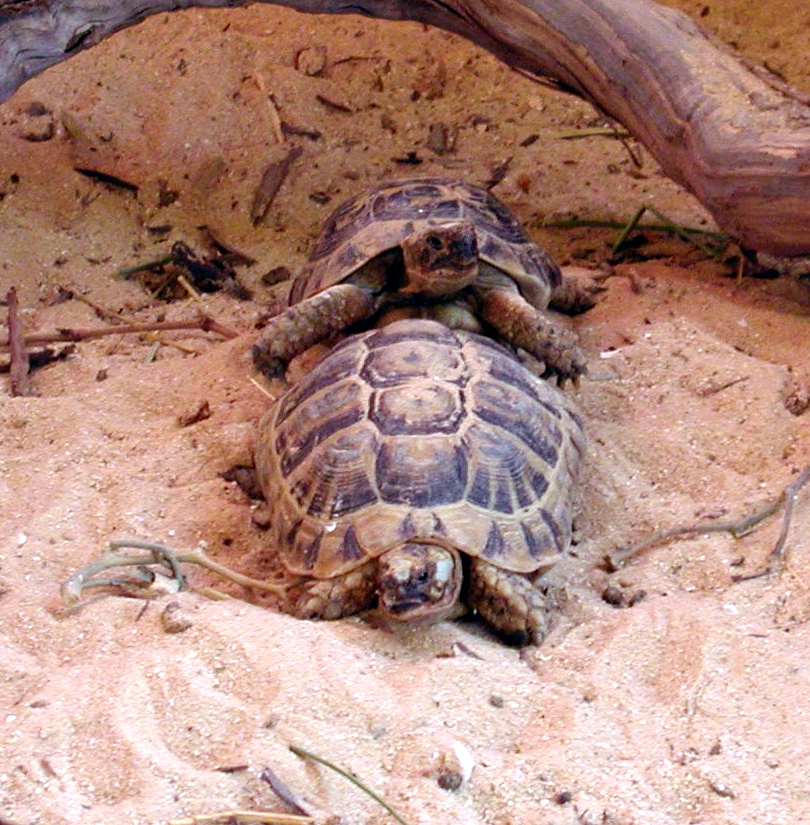
A párosodás
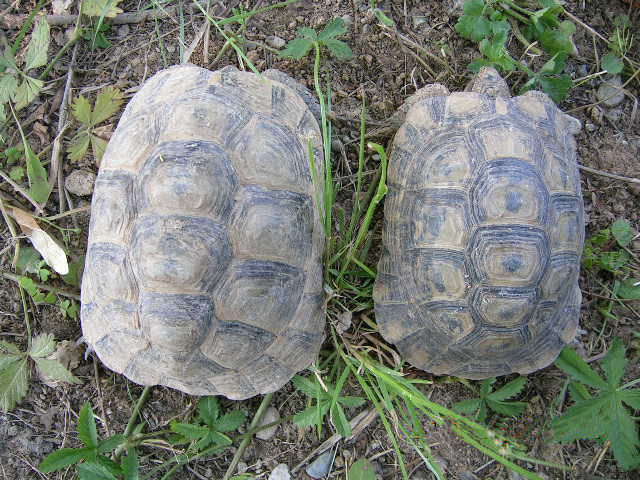
Jobbra a hím, balra a nőstény
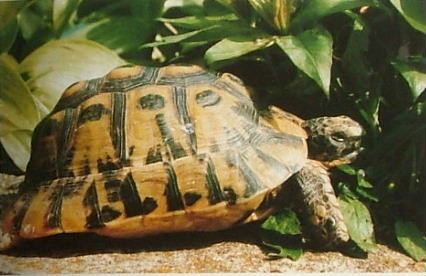
Egy homokszínű példány